# Pelusios niger
La tortuga negra de África occidental (Pelusios niger) es una especie de tortuga de la familia Pelomedusidae. Es endémica de Camerún, Guinea Ecuatorial, Gabón y Nigeria.

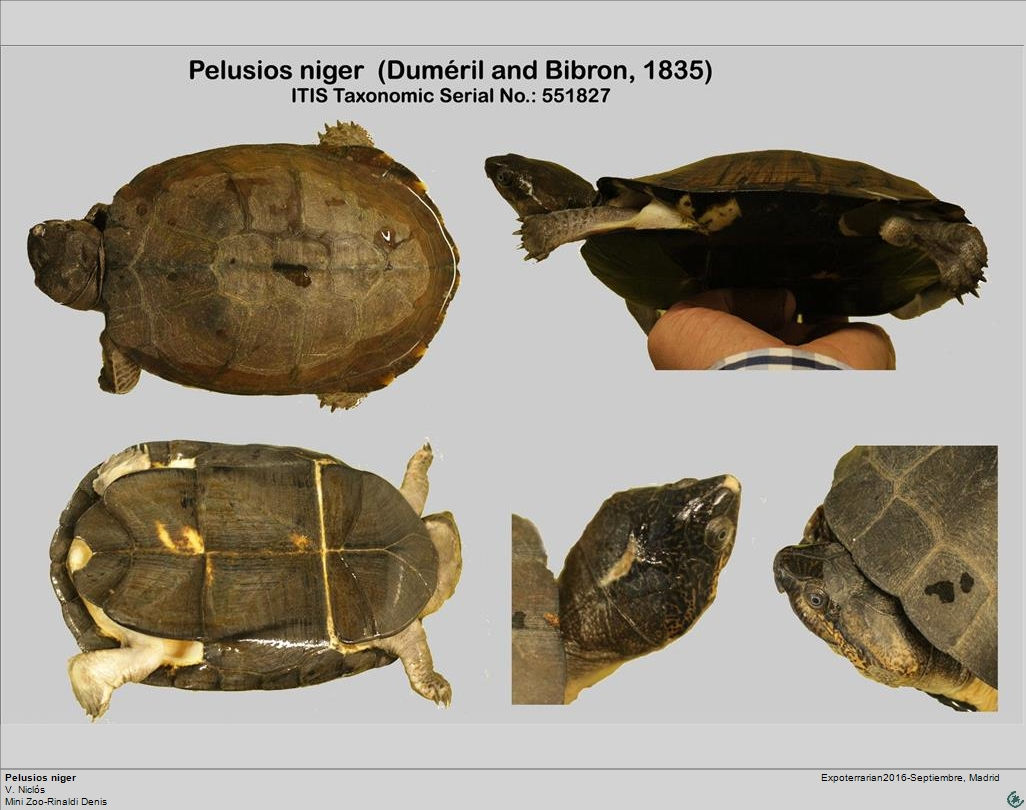